# Gare de Murat
La gare de Murat est une gare ferroviaire française de la ligne de Figeac à Arvant, située sur le territoire de la commune de Murat, dans le département du Cantal en région Auvergne-Rhône-Alpes.
C'est une gare de la Société nationale des chemins de fer français (SNCF), desservie par des trains TER Auvergne-Rhône-Alpes.

## Situation ferroviaire
Établie à 899 mètres d'altitude, la gare de Murat est située au point kilométrique (PK) 350,335 de la ligne de Figeac à Arvant, entre les gares ouvertes au service voyageurs du Lioran et de Neussargues.

## Histoire
La ligne entre Aurillac et Arvant a été fermée pour des travaux entre le 14 juin et le 10 décembre 2011 pour une modernisation de la voie ferrée par Réseau ferré de France (RFF) dans le cadre du Plan rail Auvergne, cette tranche représente un coût de 25 millions d'euros. Le trafic ferroviaire était reporté sur la route avec des cars TER Auvergne.

## Fréquentation
De 2015 à 2023, selon les estimations de la SNCF, la fréquentation annuelle de la gare s'élève aux nombres indiqués dans le tableau ci-dessous:
| Année     | 2015   | 2016   | 2017   | 2018   | 2019   | 2020   | 2021   | 2022   | 2023   |
| --------- | ------ | ------ | ------ | ------ | ------ | ------ | ------ | ------ | ------ |
| Voyageurs | 21 430 | 18 669 | 18 840 | 16 401 | 13 215 | 11 931 | 16 795 | 13 720 | 17 378 |

## Service des voyageurs

### Accueil
Gare SNCF, elle dispose d'un bâtiment voyageurs, avec guichet, ouvert tous les jours. A compter du 1er décembre 2018, le guichet de vente est définitivement fermé. 

### Desserte
Murat est desservie par des trains TER Auvergne-Rhône-Alpes qui effectuent des missions entre les gares d'Aurillac et de Neussargues ou de Clermont-Ferrand.

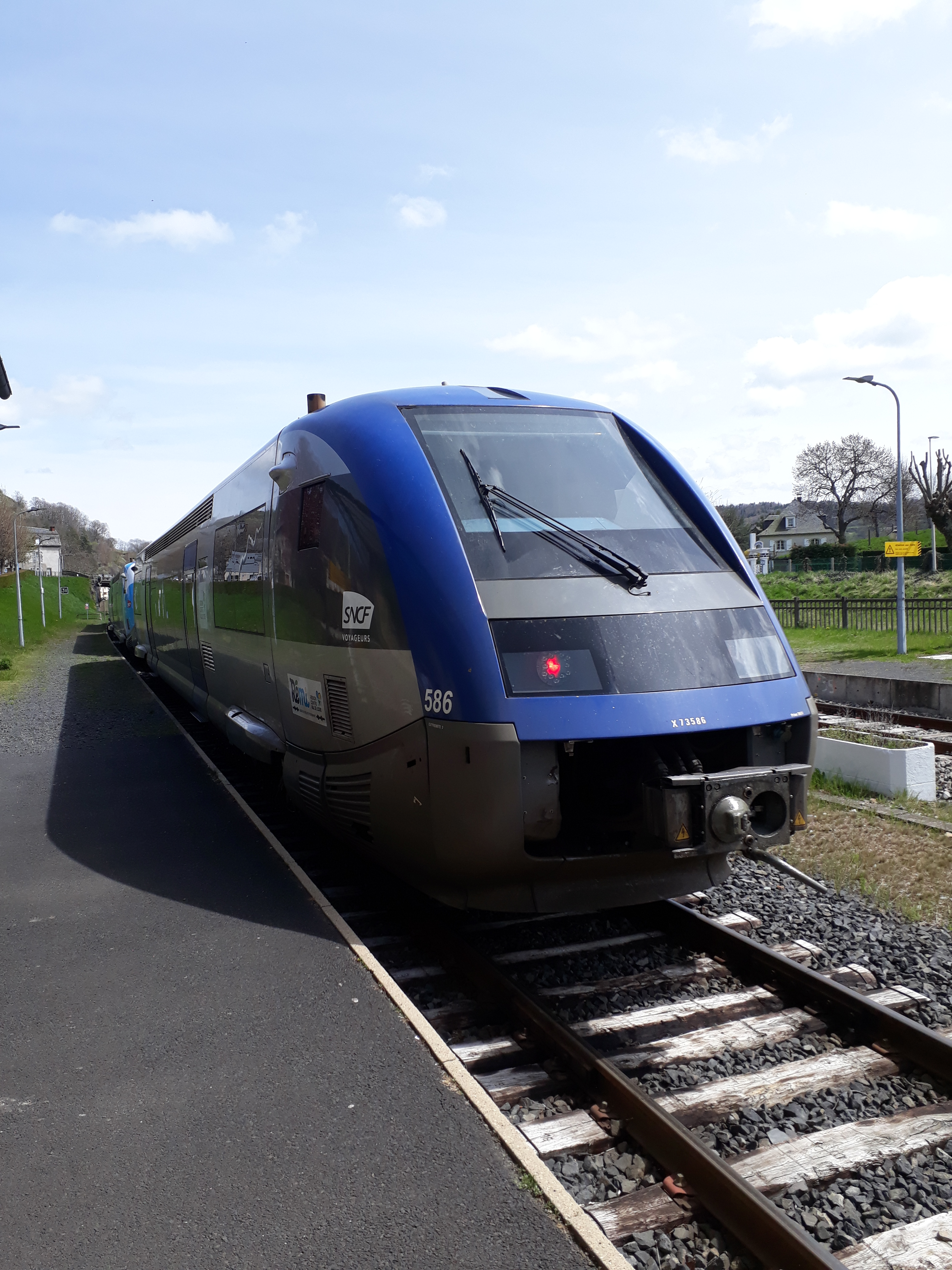
Deux X 73500 (A TER)

### Intermodalité
Un parking pour les véhicules est aménagé. 